# Diamond Girl
| Recensione              | Giudizio |
| ----------------------- | -------- |
| AllMusic                |          |
| Robert Christgau        | C-       |
| Dizionario del Pop-Rock |          |

Diamond Girl è il quinto album in studio dei Seals and Crofts, uscito nel maggio del 1973.

## Descrizione
L'album è fortemente influenzato da tonalità jazz e country. É l'ultimo lavoro a presentare una strumentazione acustica.
Rispetto ai precedenti long play, il disco è composto da brani più intimi e personali. Ruby Jean and Billie Lee è una ballad dedicata alle consorti. Nine Houses è una canzone spirituale, sull'importanza della religione. Standin' on a Mountain Top, invece, ricorda alcuni momenti biografici.
Annovera la partecipazione straordinaria di David Paich, futuro leader dei Toto.

## Accoglienza
Diamond Girl è entrato a far parte della classifica Billboard, raggiungendo la quarta posizione nell'anno 1973.
La canzone omonima è ritenuta un classico del genere, oltre ad essere stato il singolo di maggior successo.

## Tracce

### LP (1973, Warner Bros. Records, BS 2699)
Lato A
1. Diamond Girl – 4:10 (testo: James Seals – musica: James Seals, Dash Crofts)
2. Ruby Jean and Billie Lee – 4:07 (James Seals, Dash Crofts)
3. Intone My Servant – 3:02 (testo: James Seals – musica: James Seals, Dash Crofts)
4. We May Never Pass This Way (Again) – 4:15 (testo: James Seals – musica: James Seals, Dash Crofts)
5. Nine Houses – 6:58 (James Seals, Dash Crofts)

Durata totale: 22:32
Lato B
1. Standin' on a Mountain Top – 3:03 (James Seals)
2. It's Gonna Come Down on You – 4:37 (testo: James Seals – musica: James Seals, Dash Crofts)
3. Jessica – 2:53 (testo: James Seals – musica: James Seals, Dash Crofts)
4. Dust on My Saddle – 3:15 (James Seals)
5. Wisdom – 4:25 (musica: James Seals, Dash Crofts)

Durata totale: 18:13

## Formazione
- James Seals – voce, chitarra, sassofono alto
- Dash Crofts – voce, mandolino, fender rhodes
- Louie Shelton – chitarra
- Bobby Lichtig – flauto, basso
- Wilton Felder – basso
- David Paich – tastiere, organo
- John Guerin – batteria
- Jim Gordon – batteria
- Jeff Porcaro – batteria
- Harvey Mason – batteria
- Bobbye Hall – percussioni
- England Dan e John Ford Coley – cori
- Marty Paich – arrangiamento strumenti a corda

### Produzione
- Louie Shelton – produzione
- Registrazioni effettuate al The Sound Factory, Hollywood, California
- Dave Hassinger – ingegnere delle registrazioni
- Joseph Bogan – secondo ingegnere delle registrazioni
- Steve Waldman – assistente ingegneri delle registrazioni
- David Larkham – grafica e design copertina album
- Ed Caraeff – foto e progetto design copertina album [8]